# Носенко, Иван Исидорович
Иван Исидорович Носенко (19 апреля [2 мая] 1902, дер. Берлевец — 2 августа 1956, Москва) — советский государственный деятель, инженер-контр-адмирал (1944). Кандидат в члены ЦК КПСС (1941—1956), депутат Верховного Совета СССР IV созыва.

## Биография
В 1914 году начал работать рассыльным на судостроительном заводе в Николаеве; с 1916 года автогенный сварщик.
В 1917—1920 годах батрачил на хуторе Новобогуславка Николаевской губернии.
В 1920—1921 годах — ассистент, позже — инспектор отдела охраны труда в Николаевском губернском отделе профсоюзов.
В 1921—1922 годах — продармеец.
В 1922 году вернулся на судостроительный завод в должности табельщика.
В 1924—1928 годах — студент Николаевского кораблестроительного техникума.
В 1927 году родился сын Юрий.
В 1924—1935 годах — мастер, заведующий плавучим домом отдыха, главный механик, начальник судомонтажного цеха, начальник конструкторского отдела, главный строитель объектов на заводе имени Марти.
В 1935—1937 годах — главный инженер судостроительного завода № 196 «Судомех» в Ленинградской области.
В 1937 году главный инженер треста № 14 Второго главного управления наркомата оборонной промышленности СССР в Ленинграде.
В 1937—1939 годах — главный инженер, директор Балтийского завода в Ленинграде.
С января 1939 года — 1-й заместитель наркома, с 17 мая 1940 года — нарком судостроительной промышленности СССР.
Во время Великой Отечественной войны одновременно (сентябрь 1941 — февраль 1942) — 1-й заместитель наркома танковой промышленности СССР.
19 марта 1946 года освобождён от должности и назначен заместителем министра судостроительной промышленности СССР.
С 29 декабря 1947 года по 10 января 1950 года — министр транспортного машиностроения СССР.
С января 1950 года по октябрь 1952 года — 1-й заместитель министра судостроительной промышленности СССР.
С 31 октября 1952 года по 5 марта 1953 года — министр судостроительной промышленности СССР.
В марте — июне 1953 года — 1-й заместитель министра транспортного и тяжелого машиностроения СССР.
С 29 июня 1953 года по 19 апреля 1954 года — министр транспортного и тяжелого машиностроения СССР.
С 19 апреля 1954 года министр судостроительной промышленности СССР.
В 1954 году был избран депутатом Верховного Совета СССР.
Иван Исидорович Носенко умер 2 августа 1956 года. Тело было кремировано. Урна с прахом захоронена в Кремлёвской стене на Красной площади.
Его сватом был генерал К. Ф. Телегин.

## Награды
- три ордена Ленина (1939, 1952);
- орден Нахимова I степени (1945)[1];
- три ордена Трудового Красного Знамени (1942, 1952);
- орден Красной Звезды (1942);
- орден «Знак Почёта» (1938);
- медаль «За победу над Германией в Великой Отечественной войне 1941—1945 гг.» (1945);
- другие медали.

## Память
- По инициативе комсомола, в 2017 г. в Дубровке установлена мемориальная доска в честь 115-летия со дня рождения.
- Мемориальная доска в колумбарии Кремлёвской стены.
- Одна из улиц в Симферополе носит имя Носенко.